# Spojené státy americké na Hopmanově poháru
Spojené státy americké na Hopmanově poháru poprvé startovaly ve druhém ročníku hraném roku 1990. V počtu vítězství představují nejúspěšnějšího účastníka, když vyhrály šest ročníků a v dalších pěti letech skončily jako poražení finalisté. Americké družstvo drží rekord čtyřmi finálovými účastmi bez přerušení. Spolu se Švýcarskem jsou jedinými výběry, které dokázaly obhájit trofej.
Premiérový titul zajistila v roce 1997 dvojice Chanda Rubinová a Justin Gimelstob. Druhou trofej přidali roku 2003 Serena Williamsová a James Blake. Obhajobu 2004 zajistil Blake v páru s Lindsay Davenportovou. Ročník 2006 opanovali Lisa Raymondová s Taylorem Dentem. V roce 2008 na ně navázali svou druhou výhrou Serena Williamsová, která nastoupila po boku Mardy Fishe. Šesté vítězství pak roku 2011 doplnili Bethanie Matteková-Sandsová a John Isner.
Nejvíce týmových vítězství zaznamenal John Isner, když celkově vyhrál dvacet osm zápasů a spolu s Jamesem Blakem a Serenou Williamsovou také spoludrží rekord v počtu pěti startů.

## Tenisté
Tabulka uvádí seznam amerických tenistů, kteří reprezentovali stát na Hopmanově poháru.
| Jméno                    | Celkem | Dvouhra | Čtyřhra | Poprvé | Startů |
| ------------------------ | ------ | ------- | ------- | ------ | ------ |
| James Blake              | 23–11  | 11–6    | 12–5    | 2000   | 5      |
| Lindsay Davenportová     | 12–4   | 6–2     | 6–2     | 1995   | 3      |
| Taylor Dent              | 6–2    | 3–1     | 3–1     | 2006   | 1      |
| Victoria Duvalová1)      | 2–3    | 0–2     | 2–1     | 2016   | 1      |
| Mary Joe Fernandezová    | 2–2    | 1–1     | 1–1     | 1993   | 2      |
| Mardy Fish               | 8–8    | 5–3     | 3–5     | 2007   | 3      |
| Amy Frazierová           | 0–2    | 0–1     | 0–1     | 1992   | 1      |
| Jan-Michael Gambill      | 13–9   | 6–5     | 7–4     | 1999   | 3      |
| Zina Garrisonová         | 3–3    | 2–1     | 1–2     | 1991   | 1      |
| Justin Gimelstob         | 4–4    | 1–3     | 3–1     | 1997   | 1      |
| Ashley Harkleroadová     | 0–5    | 0–3     | 0–2     | 2007   | 1      |
| John Isner               | 28–10  | 7–7     | 11–3    | 2010   | 5      |
| Ivan Lendl               | 1–1    | 0–1     | 1–0     | 1994   | 1      |
| Bethanie Mattek-Sandsová | 5–6    | 3–3     | 2–3     | 2011   | 2      |
| John McEnroe             | 5–1    | 2–1     | 3–0     | 1990   | 1      |
| Melanie Oudinová         | 3–3    | 1–2     | 2–1     | 2010   | 1      |
| Lisa Raymondová          | 3–5    | 0–4     | 3–1     | 2006   | 1      |
| Richey Reneberg          | 4–4    | 1–3     | 3–1     | 1995   | 2      |
| Derrick Rostagno         | 1–1    | 1–0     | 0–1     | 1992   | 1      |
| Chanda Rubinová          | 13–7   | 7–3     | 6–4     | 1996   | 3      |
| Monika Selešová          | 12–4   | 6–2     | 6–2     | 2001   | 2      |
| Meghann Shaughnessyová2) | 5–9    | 2–5     | 3–4     | 2005   | 3      |
| Pam Shriverová           | 4–1    | 1–1     | 3–0     | 1990   | 1      |
| Jack Sock                | 11–9   | 5–5     | 6–4     | 2016   | 3      |
| Jonathan Stark           | 2–4    | 1–2     | 1–2     | 1998   | 1      |
| Sloane Stephensová       | 3–2    | 2–1     | 1–1     | 2014   | 1      |
| Alexandra Stevensonová   | 2–4    | 1–2     | 1–2     | 2000   | 1      |
| Frances Tiafoe           | 0–6    | 0–3     | 0–3     | 2019   | 1      |
| MaliVai Washington       | 0–2    | 0–1     | 0–1     | 1993   | 1      |
| David Wheaton            | 2–4    | 1–2     | 1–2     | 1991   | 1      |
| Coco Vandewegheová       | 9–5    | 5–2     | 4–3     | 2017   | 2      |
| Serena Williamsová       | 21–7   | 11–3    | 10–4    | 2003   | 5      |
| Venus Williamsová        | 5–0    | 3–0     | 2–0     | 2013   | 1      |

- 1)Duvalová nahradila v roce 2016 původně nominovanou Serenu Williamsovou, kterou zužoval zánět kolene. Ta jedinou dvouhru, do níž nastoupila, skrečovala.
- 2)Shaughnessyová reprezentovala Spojené státy v letech 2005 a 2009, a také nastoupila za nemocnou Serenu Williamsovou v roce 2008 v zápase proti Indii.

## Výsledky
| Rok    | Fáze soutěže     | Místo konání       | Soupeř              | Výsledek | Stav   |
| ------ | ---------------- | ------------------ | ------------------- | -------- | ------ |
| 1990   | čtvrtfinále      | Perth              | Itálie              | 3–0      | výhra  |
| 1990   | semifinále       | Perth              | Austrálie           | 2–0      | výhra  |
| 1990   | finále           | Perth              | Španělsko           | 1–2      | prohra |
| 1991   | čtvrtfinále      | Perth              | Československo      | 2–1      | výhra  |
| 1991   | semifinále       | Perth              | Švýcarsko           | 2–1      | výhra  |
| 1991   | finále           | Perth              | Jugoslávie          | 0–3      | prohra |
| 1992   | čtvrtfinále      | Perth              | Československo      | 1–2      | prohra |
| 1993   | čtvrtfinále      | Perth              | Francie             | 1–2      | prohra |
| 1994   | čtvrtfinále      | Perth              | Německo             | 1–2      | prohra |
| 1995   | čtvrtfinále      | Perth              | Ukrajina            | 1–2      | prohra |
| 1996   | základní skupina | Perth              | Jižní Afrika        | 2–1      | výhra  |
| 1996   | základní skupina | Perth              | Chorvatsko          | 1–2      | prohra |
| 1996   | základní skupina | Perth              | Francie             | 2–1      | výhra  |
| 1997   | základní skupina | Perth              | Francie             | 2–1      | výhra  |
| 1997   | základní skupina | Perth              | Chorvatsko          | 2–1      | výhra  |
| 1997   | základní skupina | Perth              | Austrálie           | 2–1      | výhra  |
| 1997   | finále           | Perth              | Jižní Afrika        | 2–1      | vítěz  |
| 1998   | základní skupina | Perth              | Jižní Afrika        | 1–2      | prohra |
| 1998   | základní skupina | Perth              | Francie             | 0–3      | prohra |
| 1998   | základní skupina | Perth              | Německo             | 2–1      | výhra  |
| 1999   | základní skupina | Perth              | Švédsko             | 1–2      | prohra |
| 1999   | základní skupina | Perth              | Švýcarsko           | 1–2      | prohra |
| 1999   | základní skupina | Perth              | Slovensko           | 3–0      | výhra  |
| 2000   | základní skupina | Perth              | Švédsko             | 0–3      | prohra |
| 2000   | základní skupina | Perth              | Belgie              | 1–2      | prohra |
| 2000   | základní skupina | Perth              | Jižní Afrika        | 2–1      | výhra  |
| 2001   | základní skupina | Perth              | Slovensko           | 3–0      | výhra  |
| 2001   |                  | Perth              | Rusko               | 2–1      | výhra  |
| 2001   | základní skupina | Perth              | Belgie              | 3–0      | výhra  |
| 2001   | finále           | Perth              | Švýcarsko           | 2–1      | prohra |
| 2002   | základní skupina | Perth              | Francie             | 3–0      | výhra  |
| 2002   | základní skupina | Perth              | Itálie              | 1–2      | prohra |
| 2002   | základní skupina | Perth              | Belgie              | 2–1      | výhra  |
| 2002   | finále           | Perth              | Španělsko           | 2–1      | prohra |
| 2003   | základní skupina | Perth              | Uzbekistán          | 3–0      | výhra  |
| 2003   | základní skupina | Perth              | Španělsko           | 3–0      | výhra  |
| 2003   | základní skupina | Perth              | Belgie              | 2–1      | výhra  |
| 2003   | finále           | Perth              | Austrálie           | 3–0      | vítěz  |
| 2004   | základní skupina | Perth              | Česko               | 3–0      | výhra  |
| 2004   | základní skupina | Perth              | Francie             | 3–0      | výhra  |
| 2004   | základní skupina | Perth              | Rusko               | 3–0      | výhra  |
| 2004   | finále           | Perth              | Slovensko           | 2–1      | vítěz  |
| 2005   | základní skupina | Perth              | Nizozemsko          | 2–1      | výhra  |
| 2005   | základní skupina | Perth              | Slovensko           | 1–2      | prohra |
| 2005   | základní skupina | Perth              | Austrálie           | 2–1      | výhra  |
| 2006   | základní skupina | Perth              | Srbsko a Černá Hora | 2–1      | výhra  |
| 2006   | základní skupina | Perth              | Rusko               | 2–1      | výhra  |
| 2006   | základní skupina | Perth              | Švédsko             | 1–2      | prohra |
| 2006   | finále           | Perth              | Nizozemsko          | 2–1      | vítěz  |
| 2007   | základní skupina | Perth              | Francie             | 1–2      | prohra |
| 2007   | základní skupina | Perth              | Rusko               | 1–2      | prohra |
| 2007   | základní skupina | Perth              | Austrálie           | 1–2      | výhra  |
| 2008   | základní skupina | Perth              | Indie               | 2–1      | výhra  |
| 2008   | základní skupina | Perth              | Česko               | 3–0      | výhra  |
| 2008   | základní skupina | Perth              | Austrálie           | 3–0      | výhra  |
| 2008   | finále           | Perth              | Srbsko              | 2–1      | vítěz  |
| 2009   | základní skupina | Perth              | Slovensko           | 0–3      | prohra |
| 2009   | základní skupina | Perth              | Německo             | 1–2      | prohra |
| 2009   | základní skupina | Perth              | Austrálie           | 2–1      | výhra  |
| 2010   | základní skupina | Perth              | Španělsko           | 0–3      | prohra |
| 2010   | základní skupina | Perth              | Austrálie           | 1–2      | prohra |
| 2010   | základní skupina | Perth              | Rumunsko            | 3–0      | výhra  |
| 2011   | základní skupina | Perth              | Francie             | 3–0      | výhra  |
| 2011   | základní skupina | Perth              | Itálie              | 2–1      | výhra  |
| 2011   | základní skupina | Perth              | Velká Británie      | 2–1      | výhra  |
| 2011   | finále           | Perth              | Belgie              | 2–1      | vítěz  |
| 2012   | základní skupina | Perth              | Dánsko              | 1–2      | prohra |
| 2012   | základní skupina | Perth              | Česko               | 0–3      | prohra |
| 2012   | základní skupina | Perth              | Bulharsko           | 1–2      | prohra |
| 20131) | základní skupina | Perth Arena, Perth | Jižní Afrika        | 2–1      | výhra  |
| 20131) | základní skupina | Perth              | Francie             | 2–1      | výhra  |
| 20131) | základní skupina | Perth              | Španělsko           | 1–2      | prohra |
| 20142) | základní skupina | Perth Arena, Perth | Španělsko           | 3–0      | výhra  |
| 20142) | základní skupina | Perth              | Francie             | 0–3      | prohra |
| 20142) | základní skupina | Perth              | Česko               | 0–3      | prohra |
| 2015   | základní skupina | Perth Arena, Perth | Itálie              | 3–0      | výhra  |
| 2015   | základní skupina | Perth Arena, Perth | Kanada              | 1–2      | prohra |
| 2015   | základní skupina | Perth Arena, Perth | Česko               | 3–0      | výhra  |
| 2015   | finále           | Perth Arena, Perth | Polsko              | 1–2      | prohra |
| 2016   | základní skupina | Perth Arena, Perth | Ukrajina            | 1–2      | prohra |
| 2016   | základní skupina | Perth Arena, Perth | Austrálie           | 0–3      | prohra |
| 2016   | základní skupina | Perth Arena, Perth | Česko               | 2–1      | výhra  |
| 2017   | základní skupina | Perth Arena, Perth | Česko               | 3–0      | výhra  |
| 2017   | základní skupina | Perth Arena, Perth | Španělsko           | 3–0      | výhra  |
| 2017   | základní skupina | Perth Arena, Perth | Austrálie           | 2–1      | výhra  |
| 2017   | finále           | Perth Arena, Perth | Francie             | 1–2      | prohra |
| 2018   | základní skupina | Perth Arena, Perth | Rusko               | 2–1      | výhra  |
| 2018   | základní skupina | Perth Arena, Perth | Japonsko            | 2–1      | výhra  |
| 2018   | základní skupina | Perth Arena, Perth | Švýcarsko           | 0–3      | prohra |
| 2019   | základní skupina | Perth Arena, Perth | Řecko               | 1–2      | prohra |
| 2019   | základní skupina | Perth Arena, Perth | Švýcarsko           | 1–2      | prohra |
| 2019   | základní skupina | Perth Arena, Perth | Velká Británie      | 1–2      | prohra |

- 1) Do závěrečného mezistátního utkání v roce 2013 proti Španělsku nenastoupil John Isner a Spojené státy automaticky ztratily dva body. V rámci exhibičních utkání jej ve dvouhře i v mixu nahradil australský junior Thanasi Kokkinakis.
- 2) Do utkání proti České republice nenastoupili John Isner a Sloane Stephensová odstoupila ze svého zápasu. Johna Isnera nahradil ve dvouhře Kanaďan Milos Raonic a ve čtyřhře Australanka Oliver Anderson. Sloane Stephensovou nahradila Bojana Bobusicová.